# Aina Onabolu
Aina Onabolu, né le 13 septembre 1882 dans le territoire d’Ijebu Ode, État d'Ogun, et mort à Lagos le 3 février 1963, est un peintre et pédagogue, considéré comme un précurseur de l’art moderne nigérian.

## Biographie

### Jeunesse
Les parents d'Aina Onabolu sont des commerçants dans l'État d'Ogun. Après l'annexion de la région par les forces britanniques en 1892 ; Aina Onabolu est scolarisé. Les africains sont alors encouragés à prendre des noms anglais.
Il semble que la famille Onabolu ait changé son nom en Roberts. À l'école primaire, Aina Onabolu est connu sous le nom de J. Aina Roberts.
C'est au début des années 1890, qu'Onabolu découvre des photographies et des illustrations dans des magazines et des livres européens ; captivé, il commence à dessiner en copiant les illustrations. En 1894, à l'âge de 12 ans, Onabolu est un illustrateur compétent qui conçoit des tableaux et des aides visuels pour les enseignants,.
À partir de 1895, Onabulu s’installe à Lagos où il vit avec le Dr. JK. Randle, médecin et militant politique. Onabolu est ainsi exposé et influencé par les idées anticolonialistes de Randle.
Onabolu termine ses études secondaires en 1899 et, l'année suivante, il obtient un emploi au sein du département de la Marine. Il continue à se perfectionner pendant son temps libre ; il prend contact avec un magasin d'art londonien, pour acheter du matériel et des livres sur les techniques et l'histoire de l'art.
En 1901, Onabolu organise sa première exposition de dessins, natures mortes, paysages et portraits à la résidence de Randle. L'exposition est accueillie avec enthousiasme par la population locale et il commence à recevoir des commandes. Toutefois les administrateurs coloniaux, refusent de croire qu'il est le créateur de ces œuvres.
Ils croyaient plutôt que des Européens se rendaient secrètement la nuit chez Onabolu pour l'aider à réaliser ses œuvres. Cela le conduit à faire une démonstration publique de ses compétences en 1904.

### Campagnes pour l'art à l'école
Vers 1915, Onabolu entame une campagne pour introduire l'éducation artistique dans les écoles de Lagos. Bien que sa demande d'enseigner l'art (sans rémunération) ait été rejetée par les administrateurs coloniaux, il commence à enseigner ce qu'il appelait le « nouvel art » aux enfants autour de lui et officieusement dans les quelques écoles qui le permettaient. Il comprend alors que sa demande aurait plus de chances d'être approuvée s'il avait une formation artistique formelle ou un certificat officiel en art.
Du 27 au 30 avril 1920, il organise une grande exposition intitulée Pictures of Onabolu à l'Empire Hall, de Lagos. Quelques semaines avant cette exposition, Onabolu, qui s'appelait encore Aina Roberts, a changé de nom pour (re)devenir Aina Onabolu. Cette exposition est accompagnée d'un traité intitulé : Short Discourse on Art, une publication qui était plus qu'un simple catalogue d'exposition : elle présentait ses préférences artistiques, ses espoirs pour l'art nigérian et ses projets d'éducation artistique formelle dans les écoles nigérianes. Il y indiquait notamment  que « la peinture académique dans la tradition de l'académicien britannique du XVIIIe siècle Joshua Reynolds doit être la base de l'art africain moderne. L'adoption du mode académique dissiperait toute affirmation d'infériorité mentale africaine et fournirait les moyens les plus efficaces pour exprimer l'individualité et la modernité de l'élite africaine.». Et ce, dans une volonté d'égaler l'art occidental.
Alors qu'en Europe, des mouvements de redécouverte de l'art africain primitif inspiraient des artistes dont le plus notable est Pablo Picasso.
Cette exposition a lieu pratiquement la veille du départ d'Onabolu pour un cours de deux ans au St. John's Wood College of arts, de Londres. Il est le premier Africain à étudier l'art en Angleterre.
Il s'est également rendu en France pour poursuivre ses études artistiques à l'Académie Julian à Paris.
En 1922, Onabolu retourne au Nigeria avec un diplôme des beaux-arts et un certificat d'enseignement. Il reprend sa campagne pour introduire l'éducation artistique dans les écoles publiques et obtient immédiatement un rendez-vous pour enseigner l'art au King's College, à Lagos. Quelques mois plus tard, il commence à enseigner à temps partiel dans d'autres écoles. Il est alors le seul professeur d'art au Nigeria.

#### Avec l'archéologue Kenneth Murray
En 1926, Onabolu demande au département de l'éducation coloniale l'assistance d'un professeur d'art pour l'aider dans son programme d'enseignement artistique dans les écoles de Lagos. En 1927, l'archéologue britannique Kenneth Murray (1902-1972) se porte volontaire. Murray portera le rêve d'Onabolu d'une éducation artistique formelle dans les régions de l'Ouest et de l'Est.
Murray s'installe à Ibadan College en 1933. Mais alors qu'Onabolu appelait à une rupture avec les arts traditionnels du Nigeria et à la production d'un sujet moderne original par le biais du nouveau médium qu'est la peinture de chevalet académique, Murray plaide pour l'art traditionnel contre l'assaut de la modernité et du modernisme artistique.

### Introduction du programme d'études artistiques dans les écoles nigérianes et reconnaissances
Onabolu continue d'enseigner dans plusieurs écoles de Lagos et, en 1932, il obtient l'approbation du programme d'études artistiques qu'il a rédigé.
En 1953, le département des beaux-arts du campus du Nigerian College of Arts, Science and Technology (NCAST) à Ibadan est créé.
En 1955, il installe à Zariasa première école d'art officielle du pays.
En 1957, Onabolu reçoit la Médaille de l'Empire britannique pour l'enseignement des beaux-arts au Nigeria.
En 1959, Onabolu est nommé membre du conseil d'administration du Conseil nigérian pour l'avancement des arts et de la culture (NCAAC), avec Ben Enwonwu, T. K. E. Phillips, Cyprian Ekwensi et d'autres.
Il est également élu président de l'Académie nigériane des arts, inaugurée le 18 novembre 1961.
En août 1962, Onabolu soumet un mémorandum sur l'enseignement de l'art dans les écoles et les collèges au Conseil nigérian pour l'art et la culture.
Aina Onabolu s'éteint à Lagos le 3 février 1963 à l'âge de 81 ans.